# يو إف سي 320
يو إف سي 320: أنكلايف ضد بيريرا 2 (بالإنجليزية: UFC 320: Ankalaev vs. Pereira 2) هو حدث قادم لفنون القتال المختلطة ستُنظمته يو إف سي، وسيُقام في 4 أكتوبر 2025، على تي موبايل أرينا في بارادايس، نيفادا، الولايات المتحدة.

## الخلفية
كان من المقرر في الأصل أن يُقام هذا الحدث في غوادالاخارا، المكسيك، في 13 سبتمبر، ليكون ثالث حدث سنوي من «يو إف سي نوتشي» يُقام احتفالاً بيوم بيوم استقلال المكسيك. ولكن، بسبب توقف بناء غوادالاخارا أرينا، نُقل الحدث إلى سان أنطونيو، تكساس، ليُقام فيه ليلة قتال. أعلنت الجهة المنظمة بعد أسبوع أن الحدث المُرقم سيُقام في أكتوبر في لاس فيغاس.
من المقرر أن يتصدر نزال العودية على لقب بطولة يو إف سي لوزن خفيف الثقيل بين البطل الحالي ماغوميد أنكالايف والبطل السابق أليكس بيريرا (وهو أيضًا بطل سابق في يو إف سي وغلوري للوزن المتوسط ووزن خفيف الثقيل) الحدث. تواجها سابقًا في حدث يو إف سي 313 حيث هزم أنكالاييف بيريرا على لقب البطولة بقرار القضاة بالإجماع.
بالإضافة إلى ذلك، من المقرر أن يُقام مباراة نزال على لقب بطولة يو إف سي لوزن الديك بين البطل الحالي ميراب دفاليشفيلي والمنافس السابق على اللقب المؤقت كوري ساندهاغن في الحدث.

## بطاقة القتال
1. ↑  على لقب بطولة يو إف سي لوزن خفيف الثقيل.
2. ↑  على لقب بطولة يو إف سي لوزن الديك.